# Celonites foveolatus
Celonites foveolatus är en stekelart som beskrevs av Kostylev 1935. Celonites foveolatus ingår i släktet Celonites och familjen Masaridae. Utöver nominatformen finns också underarten C. f. nigrior.